# Centro sportivo Dino Bruseschi
Il centro sportivo "Dino Bruseschi" è un centro sportivo di Udine di proprietà comunale, dato in concessione alla società di calcio italiana Udinese Calcio.
La struttura ospita gli allenamenti della prima squadra e alcune attività del settore giovanile.
Il centro d'allenamento si trova in via Agostino ed Angelo Candolini s.n.c., a poca distanza dallo Stadio Friuli, sede degli incontri casalinghi della società bianconera.

## Utilizzo
La struttura ospita gli allenamenti della prima squadra e di alcune formazioni del settore giovanile dell'Udinese. Tutte le formazioni giovanili disputano gli incontri casalinghi in altre strutture di Udine e della regione.